# 센테라 골드
센테라 골드(Centerra Gold)는 캐나다의 광업 회사로, 캐나다 브리티시컬럼비아주에 위치한 마운트 밀리건 구리-금광과 튀르키예의 왹쉬트 금광을 소유하고 운영한다. 톰슨 크릭 메탈스 자회사를 통해 브리티시컬럼비아주와 아이다호주에 각각 위치한 엔다코 및 톰슨 크릭 몰리브데넘 광산도 소유하고 있지만, 센테라의 인수 이후로는 비활성 상태이다. 이 회사는 이전에 키르기스 공화국의 쿰토르 금광과 몽골의 보로오 금광을 소유하고 운영했다. 토론토에 본사를 둔 센테라 골드는 토론토 증권거래소와 뉴욕 증권거래소에 주식이 상장된 공개 회사이다.

## 역사
센테라 골드는 카메코 코퍼레이션의 금광 사업이 기업 분사되면서 탄생했다. 2002년 캐나다 우라늄 광업 회사인 카메코는 쿰토르 마운틴 홀딩스 코퍼레이션을 자회사로 설립했으며, 2003년 12월 이 회사는 센테라 골드로 사명이 변경되었다. 2004년 6월 발효된 키르기스 공화국 정부와의 새로운 구조조정 및 투자 협정에 따라 쿰토르 프로젝트를 규율하는 세금 및 법률 규칙이 최종 확정되었는데, 카메코(66%)와 키르기스 공화국 소유의 키르기스알튼 JSC(33%)는 모두 쿰토르 광산에 대한 지분을 센테라로 이전했으며, 국제 금융 공사와 유럽 부흥 개발 은행에 대한 미지급 부채는 신설 회사에 대한 4% 지분으로 교환되었다. 이들의 기업공개(IPO)에서는 회사 지분 27.3%를 주당 15.50달러에 팔아 2억 5,300만 달러를 모았으며, 이로 인해 카메코와 키르기스알튼은 각각 52.7%와 15.7%를 소유하게 되었다. IPO와 동시에 센테라는 호주 회사 AGR 리미티드를 인수하여 몽골의 보로오 금광의 100% 소유권을 확보했다. 2006년에는 회사 주가가 46달러로 최고치를 기록한 후 주식 분할되어 각 주주는 추가로 두 주를 받았다.
주요 자산인 쿰토르 광산 외에도 키르기스 자회사인 쿰토르 골드 컴퍼니와 쿰토르 운영 컴퍼니를 통해 쿰토르 광산을 소유 및 운영했고, AGR 리미티드 자회사를 통해 몽골의 보로오 금광도 소유 및 운영했다. 두 국가 모두 직접 투자에 비교적 새로웠으며, 쿰토르는 2007년 키르기스 공화국 국내총생산의 4%를 차지했고 보로오는 2004년 몽골 GDP의 거의 10%를 차지했기 때문에 결과적으로 진화하는 법적 환경의 영향을 받았다. 센테라가 규제 프레임워크와 재정적 의무에 대한 확실성을 제공하기 위해 두 프로젝트에 대해 법적 구속력이 있는 투자 협정을 협상했지만, 회사가 대응해야 할 갈등은 계속해서 발생했다. 쿰토르는 국유화 논쟁의 대상이 되었고, 2005년과 2010년 혁명 이후 협정이 검토되었다. 한편 몽골은 보로오와 센테라가 개발 중인 가츠르트 부지의 실행 가능성을 위협하는 새로운 광업세 및 환경 보호법을 채택했다. 두 광산 모두 작업 중단 및 지연을 겪었는데, 2006년과 2012년 쿰토르 광산의 벽 붕괴, 파업 및 봉쇄 그리고 보로오에서의 광업 검사 실패 등이 있었다. 보로오는 2012년 9월에 광산 수명이 다했지만, 굴착된 물질의 제련은 2015년 유지보수 단계에 들어가기 전까지 2년 더 계속되었다. 센테라는 2018년에 모든 몽골 지분(보로오 시설과 가츠르트 프로젝트)을 싱가포르 투자 회사 OZD ASIA PTE Ltd에 3,500만 달러에 매각했다.
2020년 10월 선거 이후 키르기스스탄의 정치적 불안정과 그로 인한 시위, 의원내각제에서 대통령제로 전환하기 위한 국민투표, 그리고 민족주의자 사디르 자파로프의 대통령 당선은 키르기스스탄이 인명 및 자연 환경에 대한 위험을 시정하기 위해 3개월 동안 쿰토르 금광을 일시적으로 운영할 수 있도록 허용하는 법률이 채택되는 결과를 낳았다. 동시에 키르기스 법원은 환경법 위반으로 회사에 30억 미국 달러의 벌금을 부과했다. 센테라는 쿰토르 골드 컴퍼니 자회사들을 파산 선고하고 유엔 국제 무역법 위원회에 중재를 신청했다. 전 총리 오무르베크 바바노프와 다른 관계자들은 쿰토르와 관련된 금융 범죄 수사를 받게 되었고 센테라는 전 이사회 멤버인 텡기즈 볼투룩이 몰수에 협조했다고 주장하며 소송을 제기했다. 2022년 4월, 센테라 골드와 키르기스 정부는 센테라가 키르기스스탄에서 완전히 철수하고 키르기스스탄 정부가 회사 키르기스 자회사들의 모든 소유권을 갖는 합의에 도달했다.

## 운영
2020년 현재 센테라 골드는 튀르키예의 왹쉬트 금광과 캐나다의 마운트 밀리건 금/구리 광산 두 곳의 금광을 운영하고 있다. 톰슨 크릭 메탈스 자회사를 통해 센테라는 미국의 톰슨 크릭 몰리브데넘 광산도 소유하고 랑겔로스 야금 공장을 운영하며, 캐나다의 엔다코 몰리브데넘 광산도 소유하고 있다.
왹쉬트 금광은 튀르키예의 카이세리주에 위치한다. 이 광산은 노천광산으로, 힙 침출과 전기 채광을 이용해 광석을 처리하여 도레바를 생산한다. 센테라는 2009년부터 이 프로젝트에 지분을 가지고 있었으며, 2012년 탐사 부지로 완전 소유권을 획득했다. 유리한 경제성 및 기술적 타당성 연구를 거쳐 2018년 건설을 시작했으며 2020년부터 생산에 들어가 8년간 광산 수명이 예상된다. 이 광산은 센테라 룩셈부르크 홀딩스 SARL을 통해 자회사인 왹쉬트 마덴실릭이 운영한다.
마운트 밀리건 구리-금광은 캐나다 브리티시컬럼비아주 북부, 포트 세인트 제임스와 매켄지 사이에 위치한다. 톰슨 크릭 메탈스가 2014년에 상업 생산을 시작했으며, 센테라 골드는 톰슨 크릭 메탈스 인수와 함께 2016년 10월부터 통제권을 확보했다. 이곳은 노천광산으로, 광석은 정광으로만 처리되어 밴쿠버를 통해 해외로 운송된다. 이 광산은 매년 금 약 180,000온스, 구리 약 6천만 파운드 상당(정광에 함유된 양)을 생산한다.
2016년 톰슨 크릭 메탈스 인수를 통해 센테라는 휴면 상태인 엔다코 및 톰슨 크릭 몰리브데넘 광산과 랑겔로스 야금 시설에 대한 소유권 및 통제권을 확보했다. 엔다코 광산은 캐나다 브리티시컬럼비아주 북부 프레이저 레이크 근처에 위치하며, 일본 회사 소지쓰 코퍼레이션이 25%의 지분을 가진 합작 투자로 운영된다. 샬리, 아이다호주 근처에 위치하며 부분적으로 살몬-샬리스 국유림 내에 있는 톰슨 크릭 광산. 엔다코와 톰슨 크릭 광산 모두 2014-15년 낮은 몰리브데넘 상품 가격으로 인해 채산성이 떨어져 유지보수 단계에 들어가기 전에는 펜실베이니아주 랑겔로스에 있는 톰슨 크릭 메탈스의 랑겔로스 야금 시설에 공급되었다. 그러나 센테라 골드가 소유권을 인수한 이후로는 제3자로부터 몰리브데넘 정광만을 처리해왔다.

### 과거 운영
키르기스 공화국 이식쿨주의 제티-외귀즈 구역에 위치한 쿰토르 금광은 1997년에 문을 열었으며, 2002년에 센테라로 소유권이 이전되었다. 해발 4,000 미터 (13,000 ft)가 넘는 고지대 광산으로, 톈산산맥의 리시 빙하와 다비도프 빙하 사이에 위치한다. 이곳은 재래식 노천 광산으로, 현장 제련소에서 광석을 분쇄하고 황철광 부유 선별로 녹여 탄소 침출 시스템을 거쳐 전기 채광으로 수집하여 도레바를 생산한다. 이 광산은 연간 약 50만 온스의 금을 생산했지만, 2012년에는 겨울 폭풍 이후 과도한 얼음으로 인해 피트 벽이 붕괴되어 연간 절반 동안 운영이 중단되었다. 센테라 이전에도 수많은 사고가 발생했지만, 이 광산은 건강 및 안전 문제, 빙하 물질 굴착으로 인한 자연 환경 영향 및 폐기물 처리, 그리고 키르기스 공화국 내에서의 중요성으로 인한 정치적 논쟁의 대상이 되어왔다. 센테라는 키르기스스탄 정부가 광산을 국유화한 후 2022년 키르기스스탄에서 철수했다.
몽골 셀렝게주에 위치한 보로오 금광은 2004년 AGR 리미티드를 인수하고 2015년 몽골 자산을 OZD ASIA PTE Ltd에 매각하기 전까지 센테라 골드가 소유하고 운영했다. 2004년 이전 센테라는 모회사인 카메코를 통해 보로오 프로젝트에 부분적으로 지분을 보유하고 AGR과 공동으로 탐사 및 개발 작업을 수행했다. 이 광산은 2004년 2월에 상업 생산에 도달했으며, 2014년 채굴 활동이 종료될 때까지 연간 약 5만~9만 온스의 금광석을 생산했지만, 잔여 물질 처리는 2015년까지 계속되었다.